# سانتا کروس د مارچنا
سانتا کروس د مارچنا دهستانی در استان آلمریای اسپانیا است.
در این دهستان ۲۰۰ نفر زندگی می‌کنند. مساحت این دهستان ۲۰ کیلومتر مربع است.